# Tisztviselőtelep (Kaposvár)
Tisztviselőtelep Kaposvár egyik városrésze, mely a megyeszékhely belvárosától északra, az Északnyugati városrésztől keletre helyezkedik el. Városképi szempontból fontos része Kaposvárnak, mert villáival és fasoraival kedvező képet nyújt.

## Története
A Tisztviselőtelep kialakítása 1924 és 1929 között zajlott a mai 48-as ifjúság útja – Kossuth Lajos utca – Arany János utca – Szent Imre utca területén. 81 telken igényes lakóépületeket alakítottak ki a városi tisztségviselők számára. A trianoni békeszerződés által szétszabdalt ország egykori városaira emlékezve a városrész utcáit Kassáról, Temesvárról és Pozsonyról nevezték el (ez utóbbi ma a 48-as ifjúság újta). A Tisztviselőtelep ma helyi védelem alatt álló terület.
A Temesvár utcai óvoda 1972. december 15-én nyílt meg.

## Közlekedés
A Tisztviselőtelep határai, főbb útjai a 48-as ifjúság útja (610-es főút) és az Arany János utca.

### Tömegközlekedés
A városrészt az alábbi helyi járatú buszok érintik:
| Járatszám | Útvonal                                                                                 |
| --------- | --------------------------------------------------------------------------------------- |
| 9         | Helyi autóbusz-állomás - Virág u. - Pázmány P. u. - Arany J. tér                        |
| 10        | Helyi autóbusz-állomás - Tallián Gy u. - Kórház - Füredi u. csp. - Laktanya             |
| 20        | Tóth Á u. - Füredi u. csp. - Mező u. csp. - Videoton                                    |
| 20A       | Raktár u. - Füredi u. csp. - Mező u. csp. - Videoton                                    |
| 23        | Laktanya - Füredi u. csp. - Kisgát - Villamossági Gyár - Kaposvári Egyetem              |
| 26        | Laktanya - Losonc köz - ÁNTSZ - Mező u. csp. - Videoton - NABI                          |
| 27        | Laktanya - Füredi u. csp. - Kisgát - Hősök temploma - Kométa                            |
| 81        | Helyi autóbusz-állomás - Mező u. csp. - Kisgát - Szent Imre u. - Helyi autóbusz-állomás |
| 91        | Helyi autóbusz-állomás - Arany J. tér - Füredi u. csp.                                  |

## Intézmények a közelben
- Temesvár utcai óvoda
- Apraja-falva családi napközi
- Berzsenyi Dániel Általános Iskola
- Zrínyi Ilona Magyar-Angol Két Tanítási Nyelvű Általános Iskola
- Eötvös Loránd Műszaki Szakközépiskola Szakiskola és Kollégium
- Munkácsy Mihály Gimnázium
- Lorántffy Zsuzsanna Református Óvoda, Általános Iskola, Gimnázium és Kollégium
- PTE Egészségtudományi Kar
- Somogy Vármegyei Rendőr-főkapitányság
- Kaposvári Rendőrkapitányság
- Pártok Háza
- Kaposvári Közigazgatási és Munkaügyi Bíróság
- Geodézia
- ÁNTSZ
- Városi Sportcsarnok és Intézményei
- Jégcsarnok

## Szabadidő
Déli szomszédságában terül el a város egyik legnagyobb közparkja (Berzsenyi park), északra pedig közel van a Városi Sportcsarnok is.